# نبو

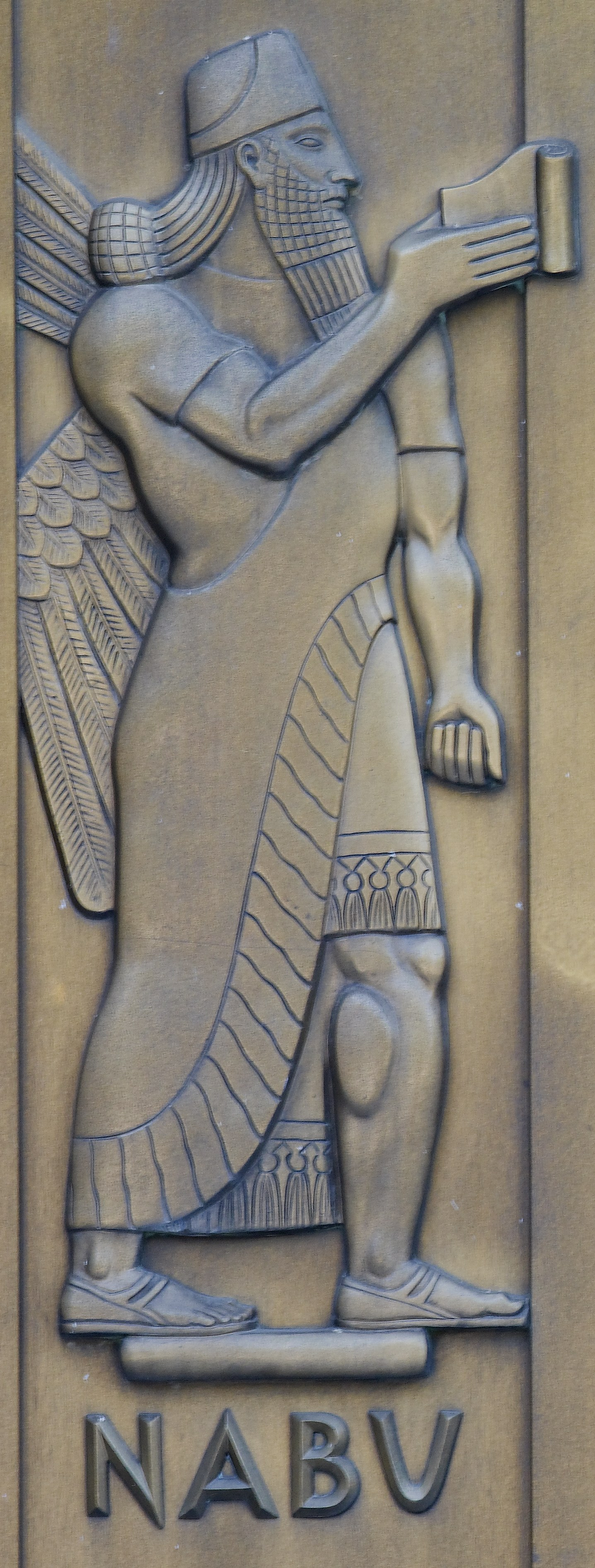
حجاری برنزی نبو بر روی در ورودی شرقی ساختمان جان آدامز کتابخانه کنگره، واشینگتن، دی. سی.؛ اثر لی لاوری

نَبو (نبی)، در اساطیر آشوری و بابلی ایزد خرد و نوشتار است. نبو توسط بابلی‌ها به عنوان پسر مردوخ و سارپانیت و همچنین نوه ائا پرستیده می‌شد. همسر نبو تاشمتو نام داشت.

## نبو در امتداد دوران

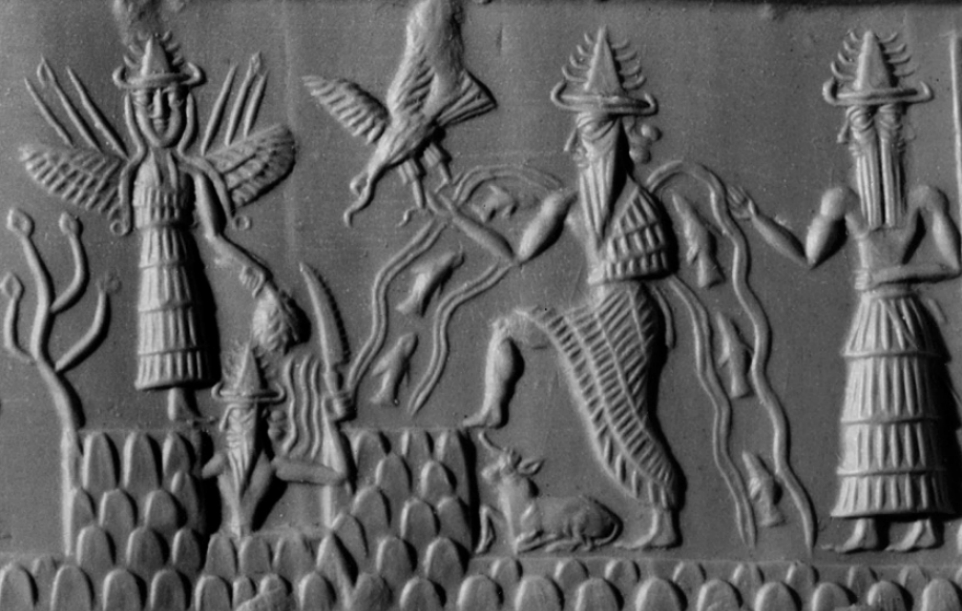
نبو در آغاز همانند انسان پسر مردوخ و نوه انکی بود. با این اوصاف مردوک که از خدایان میان‌رودان محسوب می‌شد، از نبو کهن‌تر است و ایزد نبو از آغاز هزاره دوم تا قرن ششم پیش از میلاد قریب هزار و پانصد سال همچنان مطرح است

نبو در آغاز همانند انسان پسر مردوخ و نوه انکی بود. با این اوصاف مردوک که از خدایان میان‌رودان محسوب می‌شد، از نبو کهن‌تر است و ایزد نبو از آغاز هزاره دوم تا قرن ششم پیش از میلاد قریب هزار و پانصد سال همچنان مطرح است . نام نبونَعید، واپسین پادشاه امپراتوری بابل نو از نام این ایزد گرفته شده و به معنای «نبو ستوده باد» است.
نبو در فیلم سه‌گانه علمی-تخیلی جنگ ستارگان که توسط جورج لوکاس خلق شده سامانه ملکه پدمه نابری امیدالا یا همان سناتور آمیدالا می‌باشد.